# Memecylon sisparense
Memecylon sisparense är en tvåhjärtbladig växtart som beskrevs av James Sykes Gamble. Memecylon sisparense ingår i släktet Memecylon och familjen Melastomataceae. IUCN kategoriserar arten globalt som akut hotad. Inga underarter finns listade i Catalogue of Life.